# جزیره گنج (فیلم ۱۹۳۸)
«جزیره گنج» (انگلیسی: Treasure Island) یک فیلم ماجراجویی به کارگردانی Vladimir Vaynshtok است که در سال ۱۹۳۸ منتشر شد.